# Fuat Bultan
Fuat Bultan (* 1933 in Zonguldak, Türkei; † 24. Januar 2013 in München, Deutschland) war ein türkisch-deutscher Sprecher und Autor der wöchentlich auf Funkhaus Europa ausgestrahlten Radiokolumne Soru & Cevaplar (deutsch Frage & Antworten). Der Sozialberater war zuvor langjähriger Bundeskoordinator des Sozialdienstes der Arbeiterwohlfahrt für Türken in Deutschland.

## Leben
Fuat Bultan wurde 1933 in Zonguldak, Türkei geboren. Nach absolviertem technischen Gymnasium machte er eine Fortbildung und war danach als Betriebsführer tätig.
Er kam 1959 nicht als Arbeitsmigrant, sondern aus Interesse an anderen Ländern und Kulturen nach Deutschland. 
Als Anfang der 1960er Jahre die erste große Welle türkischer Gastarbeiter in die Bundesrepublik kam, übernahm die Arbeiterwohlfahrt im Auftrag der Bundesregierung die Beratung und Betreuung dieser Menschen. Fuat Bultan wurde 1964 von der Arbeiterwohlfahrt bundesweit als einer der ersten Sozialberater in Bochum eingesetzt. 
Ab 1972 übernahm er auf Wunsch der Arbeiterwohlfahrt die Aufgabe des Bundeskoordinators des „Türk Danış“ genannten Sozialdienstes für Türken und führte sie bis zu seiner Pensionierung im Jahr 1994 aus. Auf ihn geht unter anderem eine zentrale Übersetzungsstelle zurück, um die Sozialdienste von zeitraubenden Übersetzungen zu entlasten und qualifiziertere Übersetzungen zu gewährleisten. Neben diversen Fachbeiträgen in verschiedenen Publikationen und mehreren hundert Vorträgen bundesweit gab er eine Broschüre zum Thema „Rückkehren oder bleiben: Deutschland und seine alten Migranten“ heraus.
Sein vielseitiges soziales Engagement und seine gewerkschaftlichen Aktivitäten ergänzte er als Stipendiat des DGB durch ein Studium an der Sozialakademie in Dortmund. 
Er war 22 Jahre Betriebsratsvorsitzender sowie Gründer und Vorsitzender des Gesamtbetriebsrates beim Bundesverband der Arbeiterwohlfahrt.
Darüber hinaus war er 20 Jahre Mitglied der Tarif- und Verhandlungskommission der ÖTV (Ver.di) für den Tarifbereich der Arbeiterwohlfahrt.
Von 1999 bis 2002 war er als ehrenamtlicher Koordinator im Auftrag der Wohlfahrtsverbände bei der Planung und Durchführung der Hilfsprojekte im gesamten Erdbebengebiet in der Türkei tätig.
Fuat Bultan war zwischen 1972 und 2013 Sprecher und Autor der wöchentlich auf Funkhaus Europa (WDR) ausgestrahlten Kolumne Soru & Cevaplar (Fragen & Antworten) in der Sendung Köln Radyosu.
Als Sozialexperte beantwortete er schätzungsweise 16.000 Hörerbriefe und rund 8000 telefonische Fragen von türkischen Migranten.
Für sein herausragendes Engagement und seine vielseitigen Aktivitäten im sozialen, kulturellen und gesellschaftlichen Bereich erhielt er 1993 als höchste Auszeichnung das Bundesverdienstkreuz am Bande. 
Die Gesellschaft für Türkischsprachige Psychotherapie und Psychosoziale Beratung (GTP) verlieh ihm den Ehrenpreis 2011. 
Die Revierarbeitsgemeinschaft für kulturelle Bergmannsbetreuung zeichnete ihn 1965 mit einer Ehrenurkunde aus. 
Als Dank und Anerkennung für seine Mitarbeit verlieh ihm auch der WDR eine Ehrenurkunde.